# Iridomyrmex spadius
Iridomyrmex spadius é uma espécie de formiga do gênero Iridomyrmex.